# Mihlali Mayambela
Mihlali Mayambela (Ciudad del Cabo, Sudáfrica; 25 de agosto de 1996) es un futbolista de Sudáfrica que juega en las posiciones de centrocampista y extremo con el Aris Limassol FC de la primera División de Chipre. Es hermano del también futbolista Mark Mayambela.

## Carrera

### Club
| Periodo   | Club                            |
| --------- | ------------------------------- |
| 2014–2015 | Cape Town All Stars             |
| 2016–2019 | Djurgårdens IF                  |
| 2017      | → Degerfors IF (cedido)         |
| 2018      | → IK Brage (cedido)             |
| 2018–2019 | → SC Farense (cedido)           |
| 2019–2022 | SC Farense                      |
| 2020      | → Bnei Yehuda (cedido)          |
| 2021      | → Académica de Coimbra (cedido) |
| 2022–     | Aris Limassol FC                |

### Selección nacional
Debutó con Sudáfrica el 24 de septiembre de 2022 en la victoria por 4-0 sobre Sierra Leona en un partido amistoso en Johannesburgo donde jugó 69 minutos y su primer gol internacional lo anotó el 28 de marzo de 2023 en la victoria por 2-1 sobre Liberia en Monrovia por la clasificación para la Copa Africana de Naciones de 2023.
Participó en la Copa Africana de Naciones 2023 donde Sudáfrica terminó en tercer lugar.

## Logros
- Cypriot First Division: 2022–23
- Cypriot Super Cup: 2023